# Calamagrostis torgesiana
Calamagrostis torgesiana là một loài thực vật có hoa trong họ Hòa thảo. Loài này được Hausskn. mô tả khoa học đầu tiên năm 1894.